# Чирково (Ступинский район)
Чирково — деревня в Ступинском районе Московской области в составе Семёновского сельского поселения (до 2006 года входила в Семёновский сельский округ). На 2015 год Чирково, фактически, дачный посёлок: при 61 жителе в деревне 4 улицы, 1 переулок и 1 тупик. В Чирково сохранилась часовня постройки конца XIX — начала XX века, с 1930-х годов используемая под склад.

## Население
| 2002 | 2006 | 2010 |
| ---- | ---- | ---- |
| 42   | ↘41  | ↗61  |

Чирково расположено на западе района, недалеко от границы с городским округом Домодедово, по берегам речки Самородинка (левый приток реки Лопасня), высота центра деревни над уровнем моря — 169 м. Ближайшие населённые пункты: прилегающее на востоке Сумароково, Ананьино в 0,5 км на юго-запад и Гридюкино — около 1,3 км на юго-восток.